# Meșteru
Meșteru – wieś w Rumunii, w okręgu Tulcza, w gminie Dorobanțu. W 2011 roku liczyła 151 mieszkańców.